# ماغنوس صامويلسون (لاعب كرة قدم سويدي)
ماغنوس صامويلسون (بالسويدية: Magnus Samuelsson)‏ هو لاعب كرة قدم سويدي في مركز الوسط، ولد في 15 أبريل 1972 في نورشوبينغ في السويد. شارك مع منتخب السويد تحت 21 سنة لكرة القدم. أما مع النوادي، فقد لعب مع نادي إلفسبورغ ونادي نورشوبينغ ونادي هاوغسوند.

## وصلات خارجية
- ماغنوس صامويلسون (لاعب كرة قدم سويدي) على موقع قاعدة بيانات كرة القدم.إي يو (الإنجليزية)
- ماغنوس صامويلسون (لاعب كرة قدم سويدي) على موقع عالم كرة القدم.نت (الإنجليزية)